# Wilhelm Aletter

Wilhelm Aletter

Wilhelm Aletter (* 27. Januar 1867 in Nauheim; † 30. Juni 1934 in Wiesbaden) war ein deutscher Pianist, Violinist, Komponist, Verleger und Erfinder. Als Komponist verwendete er auch die Pseudonyme Alphonse Tellier, Leo Norden, Sam Weller und Herbert Wells Thayer.

## Leben

US-Ausgabe von Rendez-vous (1903)

Er wuchs in Bad Nauheim auf. Bereits 1892 veröffentlichte er eine Sammlung von 12 Klavierstücken. In Berlin studierte er 1894 bis 1896 Klavier, Violine und Komposition bei Theobald Rehbaum und Engelbert Humperdinck und arbeitete als Pianist, Komponist und Musikalienhändler. Er schrieb Salonmusik für Orchester und Klavier sowie zahlreiche Couplets und Lieder.
Sein musikalisches Werk umfasst insgesamt über 342 Opuszahlen und seine veröffentlichten Notenausgaben wurden weltweit – in Lizenz auch von anderen Musikverlagen – vertrieben. Am erfolgreichsten war sein Stück „Rendez-vous“, das zwischen 1894 und 1960 in 58 Ausgaben und sechs Sprachen veröffentlicht und verkauft wurde. Ein weiterer großer Erfolg wurde der 1898 im amerikanischen Musikverlag The B.F.Wood Music Company Boston erschienene Schlager „Ich bin eine Witwe (Lied und Rheinländer)“ mit einem frühen Text von Otto Reutter. Ab 1905 folgten Plattenaufnahmen seiner Lieder mit Margarete Wiedeke (Mutter, der Mann; Wilhelm, du bist eine Pflanze), Harry Steier (Ach, könnt' ich noch einmal so lieben), dem Victor Concert Orchestra und anderen. Später gründete einen eigenen Verlag in Berlin-Steglitz.
Während des Ersten Weltkrieges betätigte sich Aletter auch als Erfinder und brachte 1916, nach den ersten Lebensmittelrationierungen, den Koch-, Brat- und Backapparat „Heinzelmännchen“ und die Rostpfanne „OBU“, in der man ohne Fett braten konnte, auf den Markt. Dazu gab er ein von der bekannten Frauenrechtlerin Hedwig Heyl geschriebenes Kochbuch heraus, in dessen Vorwort er jedem Einsender eines weiteren Kochrezeptes die Zusendung einer seiner Kompositionen gratis mit eigenhändiger Widmung versprach. Es sei „nur anzugeben, ob die Stücke in leichtem oder ernstem Stile gehalten sein sollen. Ebenso bei Liedern die Stimmlage, bei Klavierstücken der Schwierigkeitsgrad. Es ist alles da.“. Karl Kraus schrieb hierüber 1917 für die Zeitschrift Die Fackel die Antikriegs-Satire: „Es ist alles da“.

## Werke (Auswahl)
| - Aubade Napolitaine (1893) - Bien-Être. Valse lente (1909) - Despedida. Sérénade Mexicaine - Donauweibchen. Salonländler - Eine Lust zu leben. Marsch - Gnomen. Marsch - Goldene Träume. Valse lente, Intermezzo - Goldhäubchen. Mazurka - Großmütterchen. Menuett - Hanako. Japanisches Intermezzo (1910) - Herzen und Blumen (Hearts and Flowers) - Japanischer Brautzug (Morceau caractéristique) - Königin des Nils. Ouvertüre (1904) - Liebesconfect (Schelmengrübchen, Morceau à la Gavotte) - Marche des Marmottes - Mimosa (Gavotte) - Nachtschwärmer (Fidele Nachteulen, humoristischer Marsch) - Parfum de Rose (Morceau à la Gavotte) - Reitersmann-Marsch (Husarenmarsch) - Rendez-vous (Intermezzo-Rococo, Morceau gracieux à la Gavotte, 1894) - Rokoko-Gavotte - Russische Bauernhochzeit. Polka - Schließ in dein Herz (Lied für Piston und Orchester) - Schönes Fräulein (Rheinländer) - Cunning Cupid. Sérénade amoureuse (1909) - Tristesse d’Amour (Intermezzo, 1898) - Valse des Blondes (Valse de Salon) - Wenn dir der Liebste untreu wird (Walzerlied) - A little story | - Twelve Compositions (1892) - Four easy Piano Duetts (1892) - Durch die weite Welt. 5 Klavierstücke op. 28 (1903) - At the Penguins Picnic. Amerikanisches Intermezzo für Klavier (1910) - La bella picadora (Bolero) für Klavier zu 6 Händen, op. 200 Nr. 3 - In Stately measure (Menuetto piccolo) für 2 Klaviere zu 8 Händen (1899) - Cunning cupid - Ronde chinoise (Marsch, op. 333) - Am Weihnachtsabend (Weihnachts-Fantasie) - Mabel. Intermezzo für Klavier (1909) - Nocturne des Etudiants. Melodie für Klavier (1909) - Weihnachtsglocken auf YouTube - Trio-Suite, Op. 23 - Etoile d’amour. Morceau gracieux für Violine und Klavier (1907) - Petite Gavotte für Cello und Klavier(1909) - Melodische Tonstücke: 6 leichte Vortragsstücke für Violoncell mit Pianoforte-Begleitung (1929) - Melodie für vier Saiten und vier Finger (1934) - Ach könnt’ ich noch einmal so lieben (1900) - Das gold’ne Kreuz - Deutsche Lieder aus alter u. neuer Zeit: neue Folge Innige u. heitere Lieder (1905) - Ein Weihnachtslied (1904) - Emil, du bist eine Pflanze (1907) - Gedenkst du noch? (Denkst du daran?) - Ich bin eine Witwe – Lied und Rheinländer (1898) - Je pense à toi. Melodie (1909) - Mordgeschichte. schaurige Ballade für eine Singstimme und Klavier, op. 342 - Morgenlied (1894) - The Token – Märchen - So’ne ganze kleine Frau – Heitere Gesangspolka mit Klavier |

## Aufnahmen
- Ich bin eine Witwe (www.rcaguilar.com) (MID; 25 kB)
- Rendez-vous (Victor Concert Orchestra 1913)
- Tristesse d'amour (Salonorchester Erfurt 2011)